# Kosmopolitní kultura
Kosmopolitní kultura je univerzální kultura. Je šířena kosmopolity, neboli světoobčany, kteří se necítí vázáni na místo, jazyk nebo národ, jsou doma všude na světě.
Kosmopolitní kultura úzce souvisí s globalizací. Globalizace světového trhu zapříčiňuje snižující se význam státních hranic a národních států. Proto probíhá nejenom globalizace ekonomická, ale také politická, technologická a kulturní. Globalizace ovlivňuje osobní a intimní aspekty každého jednotlivce.
Kosmopolitizace znamená vnitřní globalizaci, globalizaci, která pramení z národních společností. To značně mění každodenní vědomí a identity. Světové problémy se stávají součástí každodenních místních prožitků.
Kosmopolitismus je ideologie, podle které všechny lidské bytosti patří do jediné komunity. Kosmopolitní komunita může být postavená na inkluzivitě, sdílené ekonomice nebo politické struktuře, která zahrnuje více národních států. V kosmopolitní komunitě tvoří jednotlivci z různých míst (národních států) vztahy založené na vzájemném respektu.
Jako příklad uvádí Kwame Anthony Appiah možnost kosmopolitní komunity, ve které jednotlivci z různých míst (fyzických, ekonomických atd.) utváří vztahy vzájemného respektu bez ohledu na odlišná přesvědčení (náboženská, politická atd.)

Kosmopolitku popisuje Zygmunt Bauman ve své knize Globalizace, důsledky pro člověka takto: 
„(...) Ustavičně cestuje sem a tam z místa na místo. Dělá to sama, nikoli jako členka nějaké komunity, i když spousta lidí žije jako ona... Kultura, na níž participuje, není kulturou určitého místa; je to kultura času. Je to kultura absolutní přítomnosti. (…) Bydlí vždy v témže hotelu Hilton, obědvá týž sendvič s tuňákem, anebo když chce, dá si čínské jídlo v Paříži a francouzské v Hongkongu. Používá týž typ faxu, telefonů a počítačů, dívá se na stejné filmy a diskutuje o stejném druhu problémů se stejným druhem lidí.“

A. Giddens: 
„Spoustě lidí žijících jinde než v Evropě nebo Severní Americe se zdá (globalizace) být stejně nepříjemná jako westernizace, či spíš amerikanizace, neboť USA jsou dnes jedinou supervelmocí s dominantní hospodářskou, kulturní i vojenskou pozicí v globálním řádu. Řada z nejviditelnějších kulturních projevů globalizace je americké provenience – Coca-Cola, McDonald's, CNN. Ve Spojených státech má své základny také většina obřích nadnárodních společností.“

## Kosmopolitismus
Kosmopolitismus (z řeckého slova kosmos – svět a polis – obec), česky také světoobčanství, je pohled na svět, který popírá veškeré rozdělení kulturní, politické a regionální. Zastánci kosmopolitismu považují za svou vlast celou planetu. Jejich cílem je politické a společenské sjednocení světa, bez rozporů a konfliktů, a vytvoření jednoho lidstva. Kosmopolitismus je tak protiklad idejí vlastenectví a nacionalismu. „Jsem občan světa,“ měl odpovědět filozof Diogenes na otázku, kde je jeho domovská země. Z tohoto vyjádření, kde je použito řecké slovo kosmopolites, pochází i označení kosmopolita. Kosmopolitismus prosazovala filozofická škola stoiků. Seneca mladší napsal, že celý svět je jeho domovem (latinsky patria mea totus mundus hic est).
V době komunistického režimu v Československu byl pojem kosmopolitismus považován za názorovou úchylku. Za kosmopolitismus se považovala duchovní a kulturní orientace na zahraničí, míněno kapitalistické zahraničí. V roce 1952 se konala v Brně konference kritizující kosmopolitismus, kde se mimo jiné předmětem kritiky stali třeba i básníci Josef Václav Sládek (1845–1912) a Jaroslav Vrchlický (1853–1912). Z kosmopolitismu byl v době vykonstruovaných politických procesů v 50. letech obviněn (a později byl i popraven) například i bývalý generální tajemník komunistické strany Rudolf Slánský (1901–1952).

## Globalizace
Technologickou globalizaci ovlivňuje především vývoj v komunikačních systémech. Započala s příchodem telegrafu a plně se rozvinula s vypuštěním komerčních satelitů do vesmíru, které umožňují okamžitou komunikaci mezi opačnými konci světa.
Globalizace vytváří uvnitř států i napříč jimi nové ekonomické a kulturní zóny. Tak jak vliv národních států slábne, dochází k oživování lokální kulturní identity, ale také raší lokální nacionalismus jako reakce na globalizaci. Nezápadní země dnes ovlivňují život na západě (např. latinizace Los Angeles, rozvoj globálně orientovaného sektoru vyspělých technologií v Indii).
Stále se hovoří o národě, rodině, práci, tradici, přírodě, jako by byly stejné jako v minulosti, jenže se uvnitř mění. Jsou to instituce, které už nestačí na úkoly, jež mají plnit. Globalizace dnes mění způsob, jakým dnes obyvatelé Země žijí a vytváří kosmopolitní společnost.

### Negativní aspekty
Nejvážnějším z problémů, před nimiž světová společnost stojí, je rozrůstající se nerovnost. Podíl nejchudší pětiny světové populace přesto od roku 1989 do roku 1998 klesl z 2,3 na 1,4 procenta, ale díl, který připadá nejbohatší pětině, naopak vzrostl. V mnoha méně rozvinutých zemích jsou bezpečnostní předpisy na ochranu prostředí buď na nízké úrovni nebo neexistují. Některé nadnárodní společnosti tam volně prodávají zboží, jehož prodej je v průmyslových zemích regulován nebo zakázán – léky nízké kvality, zhoubné pesticidy nebo cigarety s vysokým obsahem dehtu a nikotinu.